# 小島環
小島 環（こじま たまき、1985年4月25日 - ）は、日本の小説家。
2014年、「三皇の琴 天地を鳴動さす」で第9回小説現代長編新人賞を受賞。

## 経歴・人物
愛知県名古屋市生まれ。愛知県立大学外国語学部中国学科卒業。大学在学中より小説を書き始める。大学卒業後、工作機械メーカーに勤務するが、後に退職する。建築デザインを学ぶ傍ら、小説執筆を本格的に始める。2011年、「美しき豹と、黄河の花嫁」が第2回『このライトノベルがすごい!』大賞で2次選考を通過する。2013年、同作が青松書院より刊行される。2014年、古代中国を舞台とした小説「三皇の琴 天地を鳴動さす」で講談社が主催する第9回小説現代長編新人賞を受賞する。長女をもうける。2015年、同作を改題した単行本『小旋風の夢絃』で小説家デビューを果たす。
幼い頃は、『100万回生きたねこ』『三びきのやぎのがらがらどん』『大どろぼうホッツェンプロッツ』や『ゲド戦記』といったファンタジーや冒険ものを読んでいた。大人になってからは、湊かなえ『告白』や森博嗣『すべてがFになる』、柴田よしき『聖なる黒夜』、岸田るり子『密室の鎮魂歌』などのミステリー小説も読むようになる。

## 作品リスト

### 小説
- 『美しき豹と、黄河の花嫁』（青松書院） 2013年10月
- 『小旋風の夢絃』（講談社） 2015年1月、のち講談社文庫 2017年4月
- 『囚われの盤』（講談社） 2017年7月
- 『小説 春待つ僕ら』（講談社文庫） 2018年11月
- 『泣き娘』（集英社） 2020年10月
- 『星の落ちる島』（二見書房） 2021年9月
- 『唐国の検屍乙女』（講談社タイガ） 2022年4月
- 『災祥』（潮文庫） 2022年6月

#### 単行本未収録作品
- 「妖の線」（『小説現代』2015年4月号）
- 「泣き娘」（『小説すばる』2015年7月号）→『時代小説 ザ・ベスト2016』（日本文藝家協会編集、集英社文庫、2016年6月）に再録。
- 「瀬尾君とクジラ」（『小説現代』2016年2月号）
- 「ヨイコのリズム」（『小説現代』2018年2月号）→『短篇ベストコレクション 現代の小説2019』（日本文藝家協会編集、徳間文庫、2019年6月）に再録。

### エッセイ
- 「わたしの逃避術」エッセイ『膝をついて』（『小説すばる』2015年4月号）
- 「オンステージ」エッセイ『ハッピーエンドを願って』（『月刊ジェイ・ノベル』 7月号）
- 「嫌い嫌いも好きのうち」コラム『響かない音』（『小説現代』2017年8月号）
- エッセイ『愛の窓』（『潮』2018年9月号）